# Diplotaxis aenea
Diplotaxis aenea är en skalbaggsart som beskrevs av Blanchard 1851. Diplotaxis aenea ingår i släktet Diplotaxis och familjen Melolonthidae. Inga underarter finns listade i Catalogue of Life.